# Nationaltheatret

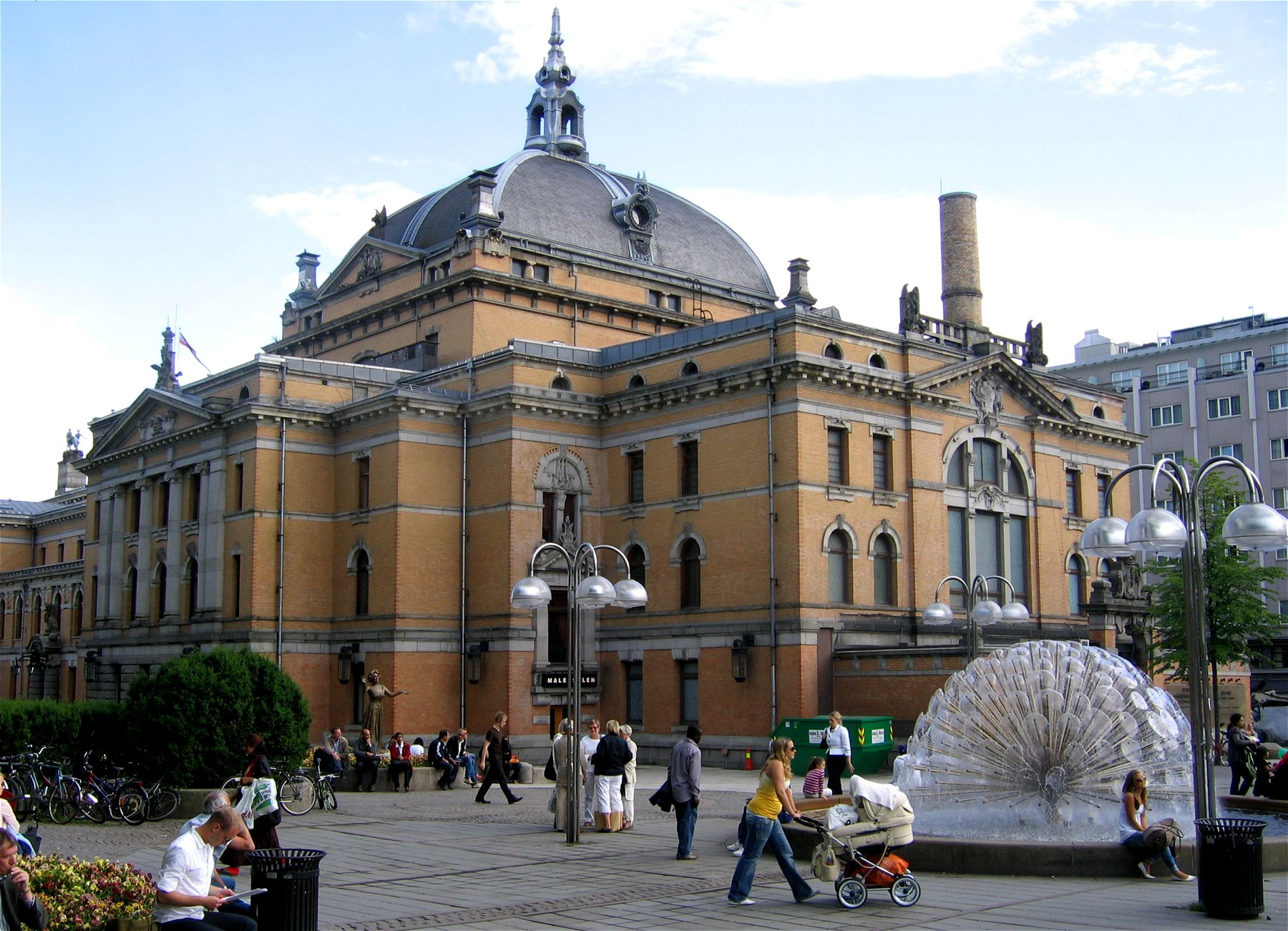
Nationaltheatret, parte posteriore dell'edificio

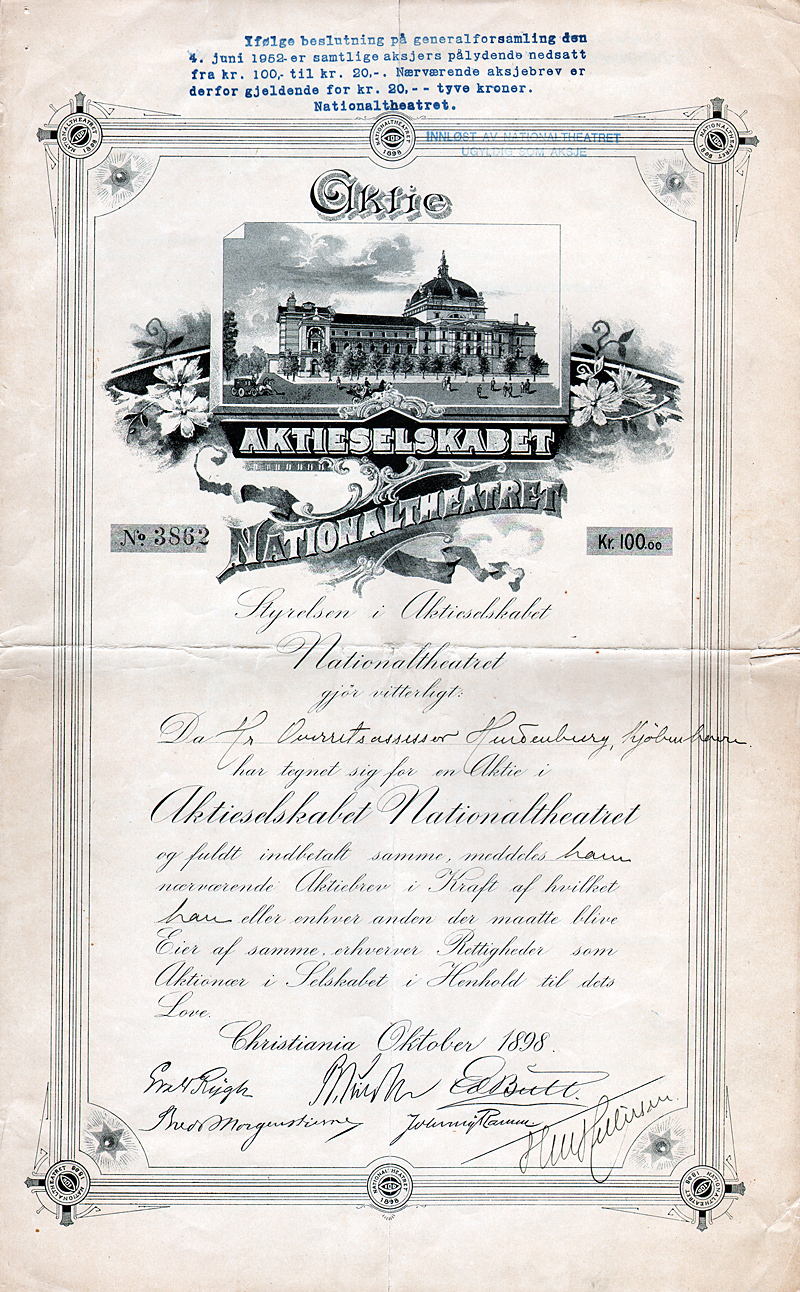
Certificato azionario del valore di 100 corone della AS Nationaltheatret, Ottobre 1898

Il Nationaltheatret (italiano: "Teatro nazionale") è stato inaugurato nel 1899 a Oslo, ed è il più grande teatro di prosa norvegese. Grazie alle rappresentazioni di classici – in particolare dei lavori di Henrik Ibsen -  è assurto a notorietà internazionale. In particolare negli anni '60 e '70, e sistematicamente dal 1990 il Nationaltheatret ha promosso la drammaturgia contemporanea. L'edificio, progettato dall'architetto Henrik Bull, è bene culturale protetto dal 1983.

## Nome
La nuova struttura teatrale di Oslo ricevette il suo nome attuale già durante le fasi di costruzione, alla fine degli anni '90 dell'Ottocento. Dall'inaugurazione, sul timpano della facciata campeggia l'iscrizione Nationaltheatret, e tale denominazione divenne corrente. Secondo la Riforma ortografica della lingua norvegese del 1917, intesa a conferire alla lingua scritta maggior affinità con la parlata corrente, l'edificio avrebbe dovuto cambiare il nome in Nasjonalteater o Nasjonalteatret, analogamente a quanto era accaduto per la vicina Nasjonalgalleriet del 1842. La direzione del teatro preferì tuttavia mantenere, per l'edificio che aveva ormai 18 anni, la denominazione Nationaltheatret, più rispettabile e fedele alla tradizione. Le autorità culturali intesero così sottolineare, con una connotazione solenne, la recente indipendenza del paese, svincolatosi dalla Svezia.

## Storia

### IlChristiania Theater

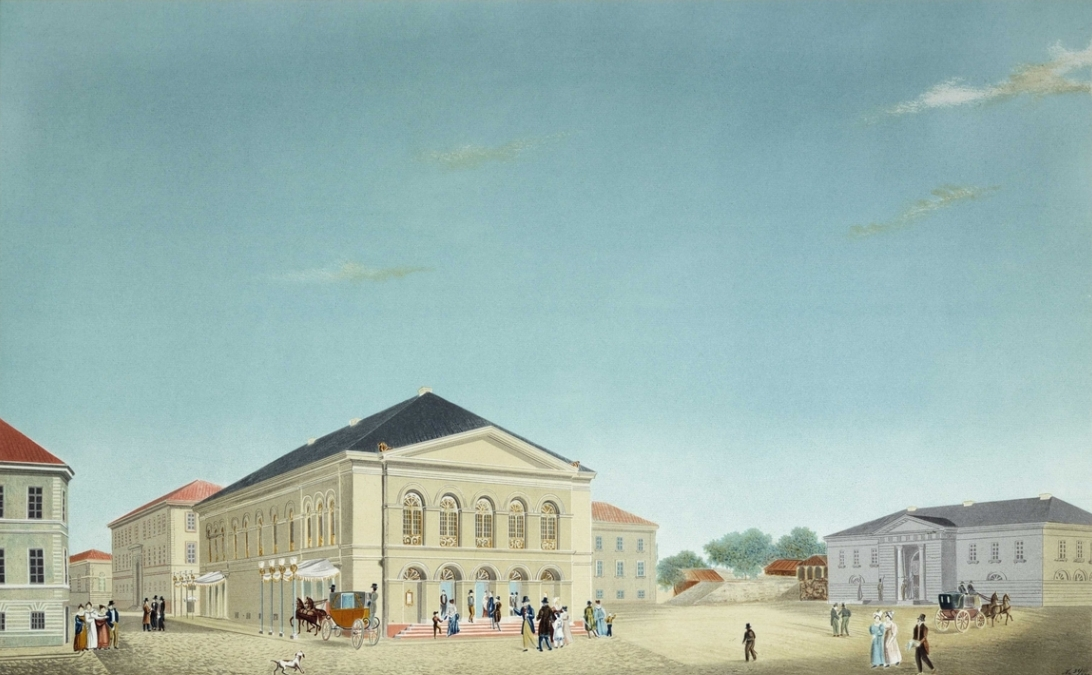
Il Christiania Theater, costruito nel 1837

La storia del teatro risale al Christiania Theater, che, realizzato dall'architetto Christian Heinrich Grosch nel 1837 e situato in Bankplassen, stava per essere chiuso proprio prima dell'inaugurazione del Nationaltheatret. A motivo dei 400 anni di dipendenza culturale della Norvegia dalla Danimarca (1380-1814) la lingua norvegese pareva ai più rozza e grossolana. Isolati tentativi di conferire al norvegese dignità di lingua letteraria adatta al teatro incontrarono l'opposizione delle fasce acculturate della popolazione di Oslo, che intendevano distanziarsi dalla parlata popolare; a maggior ragione per il fatto che al Christiania Theater usavano esibirsi attori danesi che mettevano in scena drammi e vaudeville danesi.
A partire dagli anni '60 dell'Ottocento, ed in seguito ad una fusione con il Kristiania Norske Theater, la lingua norvegese cominciò ad essere più frequentemente usata sulle scene, dove veniva rappresentato un numero crescente di lavori teatrali norvegesi. La tendenza andava di pari passo con l'instaurarsi di una nuova coscienza patriottica che, nella seconda metà del XIX secolo, avallava la piena indipendenza del paese mettendo in discussione l'unione personale col regno di Svezia.

### Apertura (1899)

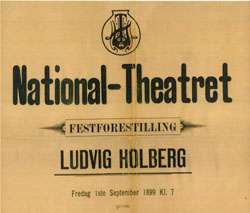
Locandina della serata di inaugurazione dell'1 Settembre 1899

A tali sviluppi aderì di conseguenza il Nationaltheatret. L'apertura, nel Settembre del 1899, prevedeva tre rappresentazioni inaugurali: nella prima serata (1 Settembre) furono eseguiti estratti da alcune commedie di Ludvig Holberg, nella seconda serata (2 Settembre) andò in scena Un nemico del popolo di Ibsen, mentre la terza serata (3 Settembre) vedeva in cartellone il dramma di argomento crociato Sigurd Jorsalfar di Bjørnstjerne Bjørnson. Punto culminante di questa terza serata era la presenza di Edvard Grieg che diresse personalmente le sue note musiche di scena per il dramma di Bjørnson. A tutte e tre le serate presenziarono Ibsen e Grieg, e alla prima anche il re Oscar II di Svezia e Norvegia.
Il Nationaltheatret nacque per iniziativa di privati e fu inizialmente amministrato esclusivamente con fondi privati. Già nel 1906, un anno dopo l'indipendenza ottenuta dalla Norvegia nei confronti della Svezia, il teatro attraversò la sua prima crisi economica. Solo nel 1927 la città di Oslo concesse al teatro il contributo relativamente modesto di 123.000 corone . Nel 1933 per la prima volta lo stato norvegese prese parte alla copertura dei costi con una somma moderata, che da allora è andata gradualmente aumentando fino agli anni '70 in cui le sovvenzioni pubbliche coprivano il 94% del bilancio. Tale alta percentuale non è stata in seguito più raggiunta. 

### I primi direttori

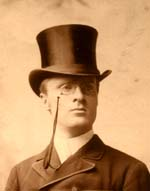
Bjørn Bjørnson

Il primo direttore dell'istituzione fu uno dei figli di Bjørnstjerne Bjørnson, Bjørn Bjørnson, che ebbe modo di formarsi un'estesa conoscenza teatrale in particolare presso il Burgtheater di Vienna. A dar forma ad una sorta di "età dell'oro" della novella scena teatrale contribuirono i norvegesi Vilhelm Krag, scrittore, e Halfdan Christensen, attore e regista. Il progetto di formazione di una coscienza nazionale passò gradualmente in secondo piano, così da lasciar adito alla drammaturgia contemporanea estera. Il repertorio, che durante la prima guerra mondiale era prevalentemente orientato verso la commedia d'intrattenimento tedesca e francese, si arricchì dal 1918 di contenuti più seri. I lavori del lungamente negletto rivale svedese di Ibsen, August Strindberg trovarono spazio sulla scena, così come i drammi di critica sociale di George Bernard Shaw o di Arthur Schnitzler.
Il periodo dal 1908 al 1933 fu nondimeno contrassegnato dalla partecipazione di grandi attori, attivi in parte anche come registi. I nomi di Hauk Aabel, August Oddvar, Egil Eide, Ingolf Schanche o Ragna Wettergreen sono tuttora ben noti a qualunque appassionato norvegese di teatro. L'attrice di gran lunga più significativa di questo periodo è stata senza dubbio Johanne Dybwad, a cui dal 1989 è dedicata la piazza antistante il teatro. La sua popolarità è stata così estesa che i direttori le riservarono significativi privilegi: in alcuni casi era lei a decidere quali lavori mettere in scena e di quali attori far uso. Nel 1908 la diva 41enne impersonò Hedvig ne L'anitra selvatica di Ibsen, nonostante il fatto che nel dramma il personaggio non avesse che 14 anni appena compiuti. 

### IlNationaltheatretdurante l'occupazione nazista
Il 9 Aprile del 1940, a poche ore dall'occupazione tedesca della Norvegia il teatro fu riconvertito in caserma per le truppe hitleriane. Più avanti le forze d'occupazione invitarono artisti tedeschi per l'esecuzione di opere di Wagner, operette viennesi e classici teatrali tedeschi. L'attore collaborazionista Gustav Berg-Jæger subentrò al direttore Axel Otto Normann.
Nel Maggio del 1941 la Gestapo interrogò sei attori sospettati di collaborare con la Resistenza: fu loro impedito, con effetto immediato, di continuare la carriera teatrale; col risultato però che diversi loro colleghi, nonostante le massive minacce del Reichskommissar Josef Terboven, diedero vita ad uno sciopero che si estese in breve tempo anche ai palcoscenici di Bergen e Trondheim. Il 24 Maggio 1941 13 attori del Nationaltheatret vennero arrestati, e solo dopo estese trattative, alcune settimane più avanti, vennero rimessi a piede libero. Dopo la pausa teatrale estiva questi attori, su esplicita disposizione delle forze di occupazione, poterono riprendere il loro lavoro. 
Nell'Ottobre del 1943, a seguito di un'azione di sabotaggio coordinata dalla Resistenza, presero fuoco alcune parti del teatro, fra cui la torre scenica, il palcoscenico ed il tetto. A seguito di ciò il Nationaltheatret non fu più utilizzabile per diversi mesi; le prove e le rappresentazioni dovettero allora aver luogo presso gli edifici del Det Nye Teater.

### Incendio del 1980
Un ulteriore devastante incendio, che costrinse i lavoratori del teatro ad ogni sorta di misure difensive impreviste, si verificò il 9 Ottobre 1980. Il fuoco si sviluppò verso le 21.00 durante la rappresentazione della commedia Der Eisvogel di William Douglas Home. La "primadonna", l'attrice Wenche Foss, comunicò dal palco agli spettatori che dovevano immediatamente lasciare la sala. La rappresentazione tuttavia continuò nella cosiddetta Amfiscenen, una sala teatrale secondaria posta sopra la sala principale; gli spettatori e gli attori, pur avendo udito l'allarme, avevano ritenuto che si stesse tenendo un'esercitazione antincendio in un'altra zona del teatro. Spettò ai direttori di scena e ai macchinisti azionare con pura forza muscolare, poiché il comando elettrico era stato reso inutilizzabile, il sipario metallico antincendio di sicurezza impedendo così alle fiamme di propagarsi dal palco principale alla sala. 
Non vi furono feriti, ma il palcoscenico principale andò completamente distrutto. La causa dell'incendio fu identificata nell'esplosione un riflettore. Fino alla riapertura del teatro nel 1985 con una produzione del Peer Gynt di Ibsen le rappresentazioni si tennero in un tendone antistante il teatro o in spazi minori dell'edificio stesso. 

## Importanza culturale

### Inizi: teatro, opera, balletto
Nei primi anni di esistenza il Nationaltheatret ospitava non solo opere teatrali, ma anche esecuzioni di opere liriche ed operette. La nota soprano norvegese Kirsten Flagstad vi ottenne il suo primo successo nel 1913, nel ruolo di Nuri nell'opera Tiefland di Eugen d’Albert. Nei periodi di difficoltà economiche gli allestimenti di lavori popolari, come ad esempio La vedova allegra di Franz Lehár, offrivano sicuri proventi. Fino al 1919 il teatro ospitava una propria orchestra, dalla quale venne poi sviluppandosi l'odierna Filarmonica di Oslo. Dal 1910 al 1922 faceva parte degli effettivi del teatro anche un corpo di ballo. Solo nel corso degli anni '20 l'istituzione andò specializzandosi esclusivamente come teatro di prosa.

### Holberg, Bjørnson, Ibsen
Dagli inizi, e fino ad oggi, giocarono un importante ruolo nel repertorio del Nationaltheatret i lavori della "trinità" di autori Holberg, Bjørnson e soprattutto Ibsen. I nomi di queste cosiddette "colonne" portanti del teatro spiccano da allora sui manifesti affissi sulla sua facciata. 

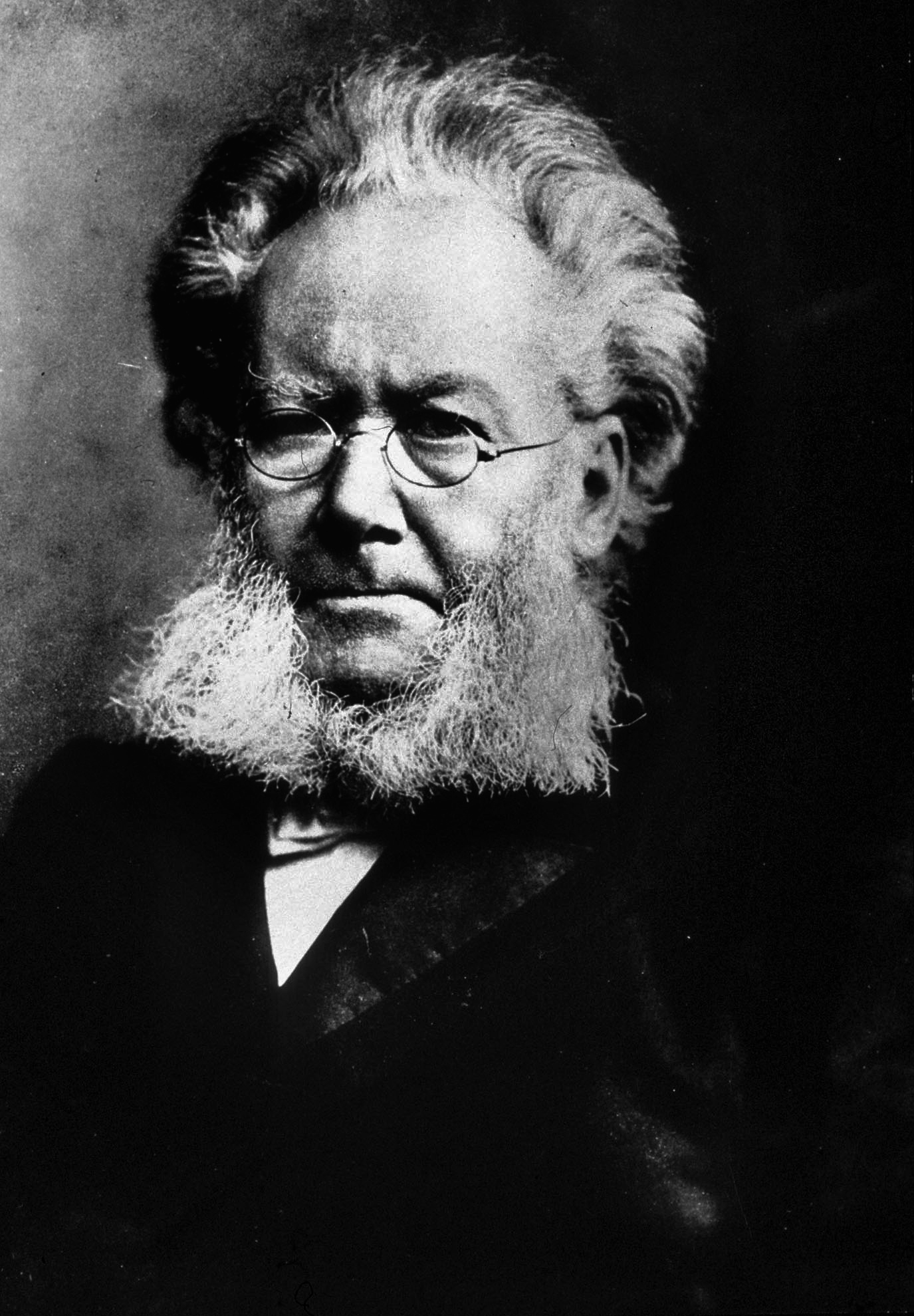
Henrik Ibsen

 La serie drammatica costituita da Øver Ævne I e Øver Ævne II di Bjørnson ebbe qui la sua prima, nella stagione inaugurale, così come, due anni dopo, la sua Paul Lange und Tora Parsberg, dal 1901 cavallo di battaglia del palcoscenico della capitale norvegese. Lo stesso si può  dire delle commedie di Holberg, che riaffiorano regolarmente nella programmazione. La sua opera più popolare, Jeppe paa Bjerget, è stata inscenata, negli allestimenti più disparati, dieci volte fra il 1903 e il 2003. 
Nel Marzo del 1900 il teatro produsse l'allora molto controverso dramma Spettri, di Ibsen, che dopo un annoso ostracismo veniva ora allestito in due occasioni nella madrepatria dell'autore. Nei primi cinque anni dopo l'inaugurazione il pubblico del teatro dovette assistere a non meno di dodici prime ibseniane; in tal modo il Nationaltheatret veniva ad allinearsi alla tradizione del Christiania Theater, noto appunto per le prime rappresentazioni di Ibsen. Anche sotto l'occupazione nazista gli allestimenti ibseniani venivano spesso a fungere da "pomo della discordia". In alcuni casi, ad esempio nell'allestimento del 1942 di Brand sia funzionari delle forze d'occupazione che elementi della Resistenza dovettero far appello, per motivi diversi, al poeta nazionale.

### IlFestival internazionale Ibsen
Data la rilevanza che i testi di Ibsen ricoprono anche per la contemporaneità, nel 1990 l'allora direttore del Nationaltheatret, Stein Winge, dette vita nel quadro dell'istituzione ad un Festival internazionale Ibsen (Ibsenfestival) annuale. Interessanti produzioni ibseniane provenienti dai più svariati paesi - Danimarca, Svezia, Germania, Austria, i paesi baltici, Francia, Regno Unito, USA, ma anche Burkina Faso, Cina, Iran o Nepal – sono fatti convergere in apertura di stagione ad Oslo. Queste produzioni dei paesi ospitati vengono messe in scena in alternanza con allestimenti nazionali. Dal 2002 il festival ha cadenza biennale. Nel 2006, per il centesimo anniversario della morte di Ibsen, sono stati inscenati 31 allestimenti internazionali, al Nationaltheatret o sulle scene cooperanti al progetto. Le manifestazioni del festival sono accompagnate da simposi internazionali sulla drammaturgia ibseniana. Nessun'altra istituzione nel mondo si è impegnata tanto quanto il Nationaltheatret per l'approfondimento dell'opera di Ibsen; il numero delle relative rappresentazioni ammonta finora a circa 3000. 

### Drammaturgia contemporanea
Già il primo direttore Bjørn Bjørnson si adoperò per la diffusione della drammaturgia norvegese contemporanea. In tal modo diversi lavori dell'allora rinomato drammaturgo Gunnar Heiberg trovarono la loro prima esecuzione al Nationaltheatret. 

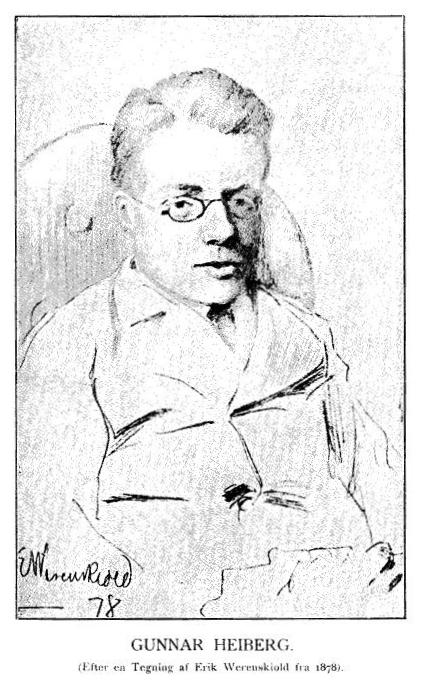
Gunnar Heiberg (disegno di Erik Werenskiold, 1878)

 Anche lavori teatrali nella varietà linguistica di minoranza Nynorsk cominciarono ad essere rappresentati, come l'opera di teatro musicale di grande successo Fossegrimen di Sigurd Eldegard. Più avanti tuttavia la drammaturgia in Nynorsk trovò il suo luogo d'elezione nel Det Norske Teatret, fondato nel 1912, anche se rappresentazioni in Nynorsk figurano saltuariamente ancora oggi nel repertorio del Nationaltheatret.
  
Arild Brinchmann, che assunse la direzione artistica nel 1967 con l'intento di forgiare un teatro politicamente radicale, mostrò una forte propensione al dramma d'attualità. In forma di lavoro di gruppo e avvalendosi dei mezzi estetici del teatro di rivista e del teatro documentario nacque ad esempio nel 1974 la produzione Jenteloven (con riferimento alla Legge di Jante come enunciata da Aksel Sandemose). Nella pièce veniva messa in luce, basandosi su interviste, la condizione della donna sul posto di lavoro. Operazioni di questo tipo attirarono sul direttore pesanti critiche, anche da parte della sovrintendenza. La rinomanza di Brinchmann come abile organizzatore teatrale non ebbe tuttavia a soffrirne, specie dopo che ebbe provveduto a far conoscere ed amare al pubblico norvegese autori come Samuel Beckett, Harold Pinter o Peter Weiss. Egli riuscì inoltre ad ingaggiare, per singoli allestimenti, registi di fama internazionale come Ingmar Bergman o Hansgünther Heyme.
Al teatro va anche ascritto il merito di aver contribuito al successo internazionale del drammaturgo norvegese Jon Fosse. Diversi drammi di Fosse, come ad esempio Barnet (1996) e Sogno d'autunno (Draum om hausten) (1999) hanno avuto la loro prima teatrale al Nationaltheatret. Ugualmente, nella programmazione hanno trovato posto altri drammaturghi europei contemporanei, ad esempio Sarah Kane, Michael Frayn, Robert Woelfl, Elfriede Jelinek o Wassilij Sigarew. Nel 2003 è stato istituito il Samtidsfestivalen (festival della drammaturgia contemporanea), che da allora si tiene ad anni alterni coll'Ibsenfestival.   

## Edificio e palcoscenici

### Architettura

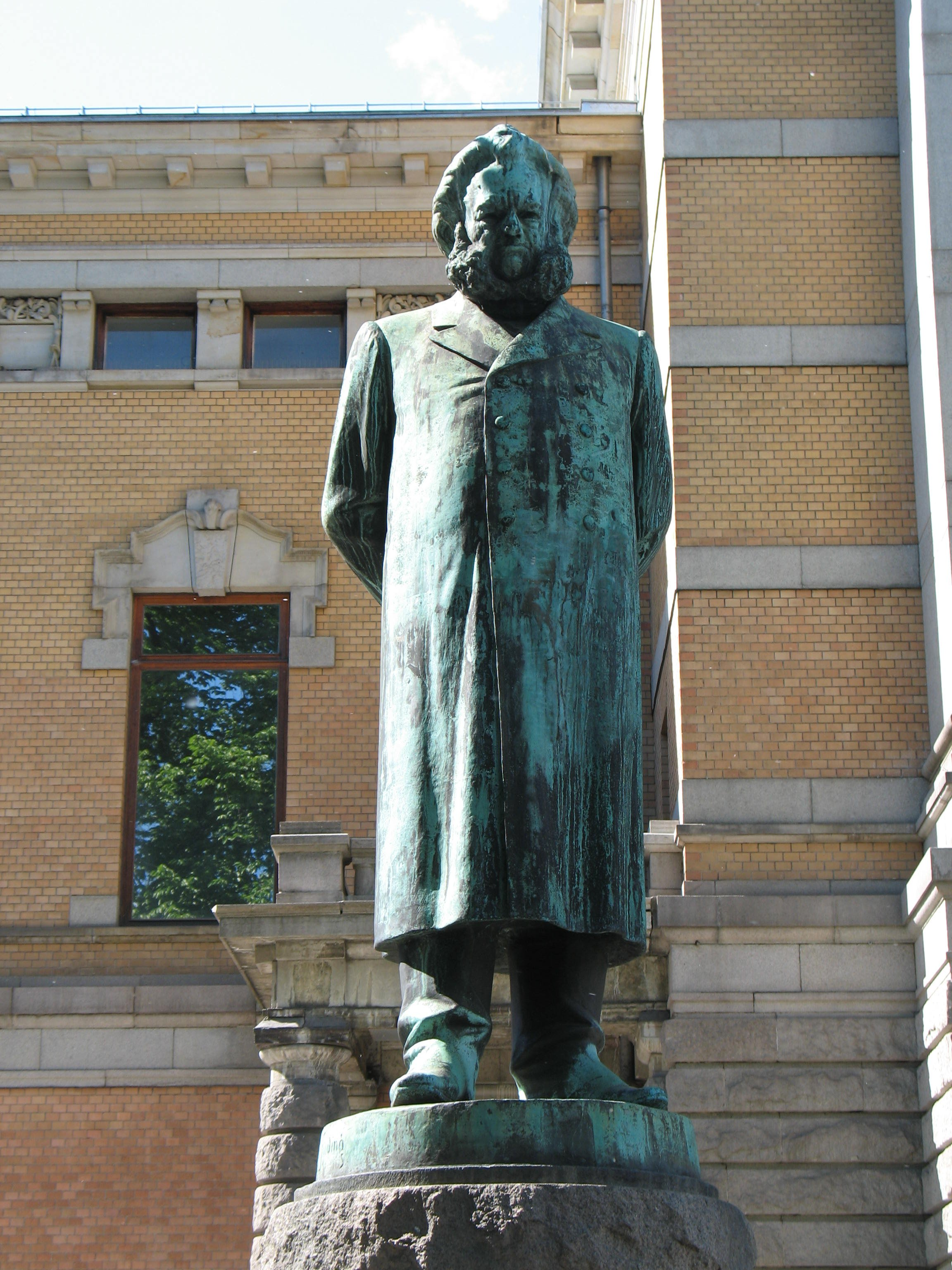
Statua di Ibsen, dello scultore Stephan Sinding

Già verso la fine degli anni '70 dell'Ottocento ebbe inizio la progettazione di una struttura teatrale che avrebbe dovuto sostituire il Christiania Theater. Un apposito concorso di architettura produsse 14 progetti, nessuno dei quali, tuttavia, a giudizio della giuria, fu ritenuto pienamente soddisfacente. La proposta dell'architetto 27enne Henrik Bull, che aveva completato i propri studi a Berlino, dopo alcuni accomodamenti, venne accettata. Il primo cantiere venne aperto nel Novembre del 1891, ma, a causa di persistenti problemi di finanziamento e per il complesso lavoro di posa delle fondamenta in un terreno sostanzialmente fangoso, solo nel 1899 fu portato a termine l'edificio, situato nella Studenterlunden, non lontano dal castello, dallo Storting e dalle storiche costruzioni dell'Univeristà in Karl Johans gate.    
Il progetto di Bull si orientava sul modello di architettura teatrale corrente a quei tempi in Germania. Combinava elementi dello Jugendstil, del classicismo berlinese del periodo e del Neorococò in un insieme di sicuro effetto. L'interno, come ad esempio i motivi della pavimentazione e l'arredamento del vestibolo doveva armonizzare stilisticamente con l'aspetto esterno dell'edificio, come sta a mostrare la prima fila di poltrone della sala grande, conservatasi fino ad oggi. All'ornamentazione dei locali destinati al pubblico presero parte, insieme a stuccatori tedeschi ed italiani, diversi noti artisti norvegesi, come ad esempio Christian Krohg e suo figlio Per Krohg, Erik Werenskiold e Peder Severin Krøyer.
Davanti alla facciata del teatro si trovano, sin dall'inaugurazione, due statue dello scultore Stephan Sinding raffiguranti Bjørnstjerne Bjørnson e Henrik Ibsen. Esse posano su zoccoli circolari sovrapposti che gli abitanti di Oslo denominano scherzosamente "piedistalli a fette di formaggio". Davanti al lato Nord si trova dal 1939 la statua di Holberg, opera dello scultore Dyre Vaa. Accanto ad Holberg si trovano due fra i personaggi più noti dei suoi scritti, Henrik und Pernille, l'intraprendente coppia di servitori ripresa dalla Commedia dell'arte. La seconda di queste figure dà il nome al vecchio ristorante all'aria aperta posto nelle vicinanze, tradizionale punto di ritrovo di artisti e centro nevralgico del Russefeiring norvegese.

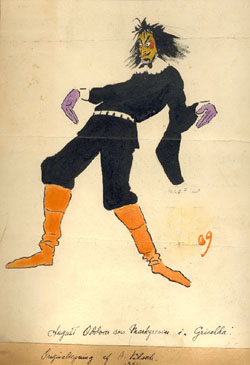
L'ingaggio dell'attore August Oddvar, figura topica dell'istituzione (disegno del costumista Andreas Bloch).

### Palcoscenico principale
Il palcoscenico principale, sormontato da un possente arco dorato, concepito nel 1899, è improntato alla tipologia classica; dopo diverse ricostruzioni e modernizzazioni è utilizzato ancora oggi. Dal 1917 è girevole; la sua buca d'orchestra dà posto a 45 musicisti. Inizialmente la sala del palcoscenico principale era stata concepita per 1268 spettatori; dopo la costruzione dell'Amfiscenen nella cupola rotonda dell'edificio trovano posto, nel suo spazio riccamente decorato, altri 741 spettatori. Sul palcoscenico principale vengono rappresentati classici internazionali, ma anche opere di teatro per bambini e giovani.  

### Palcoscenici secondari
Dopo la costruzione della Amfiscenen al quarto piano della struttura, nel 1963, il teatro è stato il primo in Norvegia ad avere una scena secondaria nello stesso corpo dell'edificio. Dopo le ricostruzioni del 1980 (a seguito dell'incendio) e del 1999 lo spazio è utilizzabile in diversi modi grazie alla variabilità della disposizione dei posti a sedere. A seconda della loro sistemazione la sala dell'Amfiscenen può ospitare fino a 230 spettatori. Al suo interno si sogliono rappresentare opere teatrali di tutti i generi, e viene la sala viene spesso utilizzata per ospitare produzioni esterne. Nel 2004, ad esempio, la Compagnia teatrale Mabou Mines di New York vi ha rappresentato uno spettacolare adattamento di Casa di bambola di Ibsen.
Nel 1983 parte delle officine teatrali sono state trasferite nei quartieri Ovest della città; da allora l'ex laboratorio di scenografia del teatro è stato utilizzato come ulteriore intimo spazio rappresentativo previsto per una sessantina di spettatori, che è sempre più dedicato a sede di forum per la drammaturgia contemporanea norvegese e non. Al suo interno si tengono anche letture poetiche o presentazioni degli autori. Sporadicamente può essere usato anche il sottopalco, quando è libero da scenografie e materiale di scena necessari alle rappresentazioni del palcoscenico principale.    

### Torshovteatret

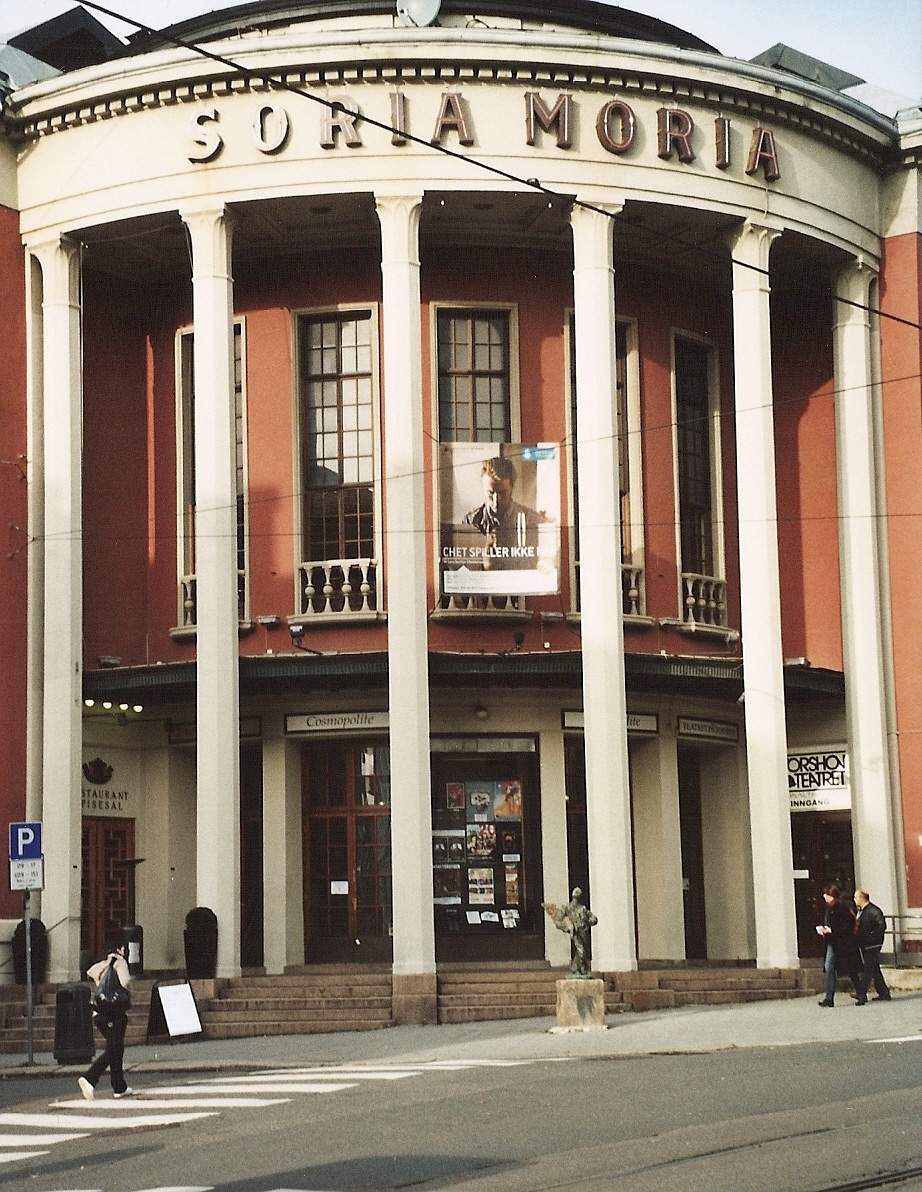
Torshovteatret in via Vogts gate

Al Nationaltheatret è parimenti annesso il Torshovteatret di Vogts gate, fondato nel 1977 in un edificio bibliotecario del 1928. La sua fondazione rispondeva all'esigenza, tipica degli anni '70, di dotare la zona Est della città, fino ad allora sprovvista di servizi culturali, di un proprio teatro rionale. Con una scelta politica non indifferente si decise di attrarre in esso un pubblico popolare, dalle caratteristiche diverse dagli abituali frequentatori dell'istituzione-madre. Agli attori è stato accordata una crescente possibilità di cogestione. A tutt'oggi la direzione artistica è affidata ad un gruppo di tre/quattro attori che, in un periodo di due anni, hanno sviluppato in comune una serie di direttive estetiche compatibili, beninteso, con le risorse finanziarie assegnate. 
Il Torshovteatret è stato inaugurato con un dramma sui bisogni degli anziani nel moderno Welfare state, opera che si è rivelata un successo di botteghino, realizzando il "tutto esaurito" in prevendita per ben 63 rappresentazioni. Successo analogo ha avuto la produzione, inscenata per un breve periodo nella primavera del 1978, della farsa Non si paga, non si paga! di Dario Fo

## Attualità

### Finalità e prospettive
Il Nationaltheatret si è posta la finalità di assurgere ad un ruolo di punta fra le istituzioni teatrali europee, basandosi anche sull'Ibsenfestival e il Samtidsfestivalen. Negli ultimi anni inoltre il teatro ha instaurato rapporti collaborativi con le scene nazionali danese (Det Kongelige Teater) e svedese (Kungliga Dramatiska Teatern). Sotto gli auspici delle istituzioni statali norvegesi di aiuto allo sviluppo il Nationaltheatret ha lavorato dal 2002 al 2006 con il Carrefour International de Théâtre de Ouagadougou, in Burkina Faso. Tale impegno è iniziato con le messe in scena multiculturali al Torshovteatret ed ha portato allo sviluppo di produzioni comuni in Africa (ricordiamo l'ibseniano Un nemico del popolo), poi ripresentate ad Oslo. L'attore Issaka Sawadogo di Ouagadougou è stato a  più riprese membro permanente della compagnia del Torshovteatret. Sono in corso ulteriori cooperazioni nell'Africa occidentale.

### Organico e rappresentazioni
Presso il Nationaltheatret sono attivi circa 90 attori, scelti fra i migliori del paese, e che hanno spesso ottenuto successi in realizzazioni cinematografiche norvegesi ed internazionali. Questo organico ha messo in scena, secondo dati relativi al 2008, 771 rappresentazioni, che sono state fruite da 212.000 spettatori, il che corrisponde ad un Seat load factor del 78%.
Il teatro, sempre secondo dati relativi al 2008, ha ricevuto sovvenzioni pubbliche per un totale di 135 milioni di corone (ca. 15,8 milioni di Euro), contro un introito dovuto alla vendita di biglietti ammontante a 49,2 milioni di corone (ca. 5,7 milioni di Euro). Il Nationaltheatret si è inoltre assicurato uno sponsor di lungo periodo nella società norvegese di servizi finanziari DNB.
Direttrice del Nationaltheatret, dall'1 Gennaio 2009 alla data odierna (giugno 2019), è Hanne Tømta.

## Direttori
- 1899–1907 Bjørn Bjørnson
- 1908–1911 Vilhelm Krag
- 1911–1923 Halfdan Christensen
- 1923–1927 Bjørn Bjørnson
- 1928–1930 Einar Skavlan
- 1930–1933 Halfdan Christensen
- 1933–1934 Anton Rønneberg
- 1934–1935 Johan Henrik Wiers-Jensen
- 1935–1941 Axel Otto Normann
- 1941–1945 Gustav Berg-Jæger
- 1945–1946 Axel Otto Normann

- 1946–1960 Knut Hergel
- 1960–1961 Carl Fredrik Engelstad
- 1962–1967 Erik Kristen-Johanssen
- 1967–1978 Arild Brinchmann
- 1978–1986 Toralv Maurstad
- 1986–1988 Kjetil Bang-Hansen
- 1988–1990 Ellen Horn, Ole-Jørgen Nilsen e Sverre Rødahl
- 1990–1992 Stein Winge
- 1992–2000 Ellen Horn
- 2000–2008 Eirik Stubø
- dal 2009 Hanne Tømta